# Narbenkarzinom

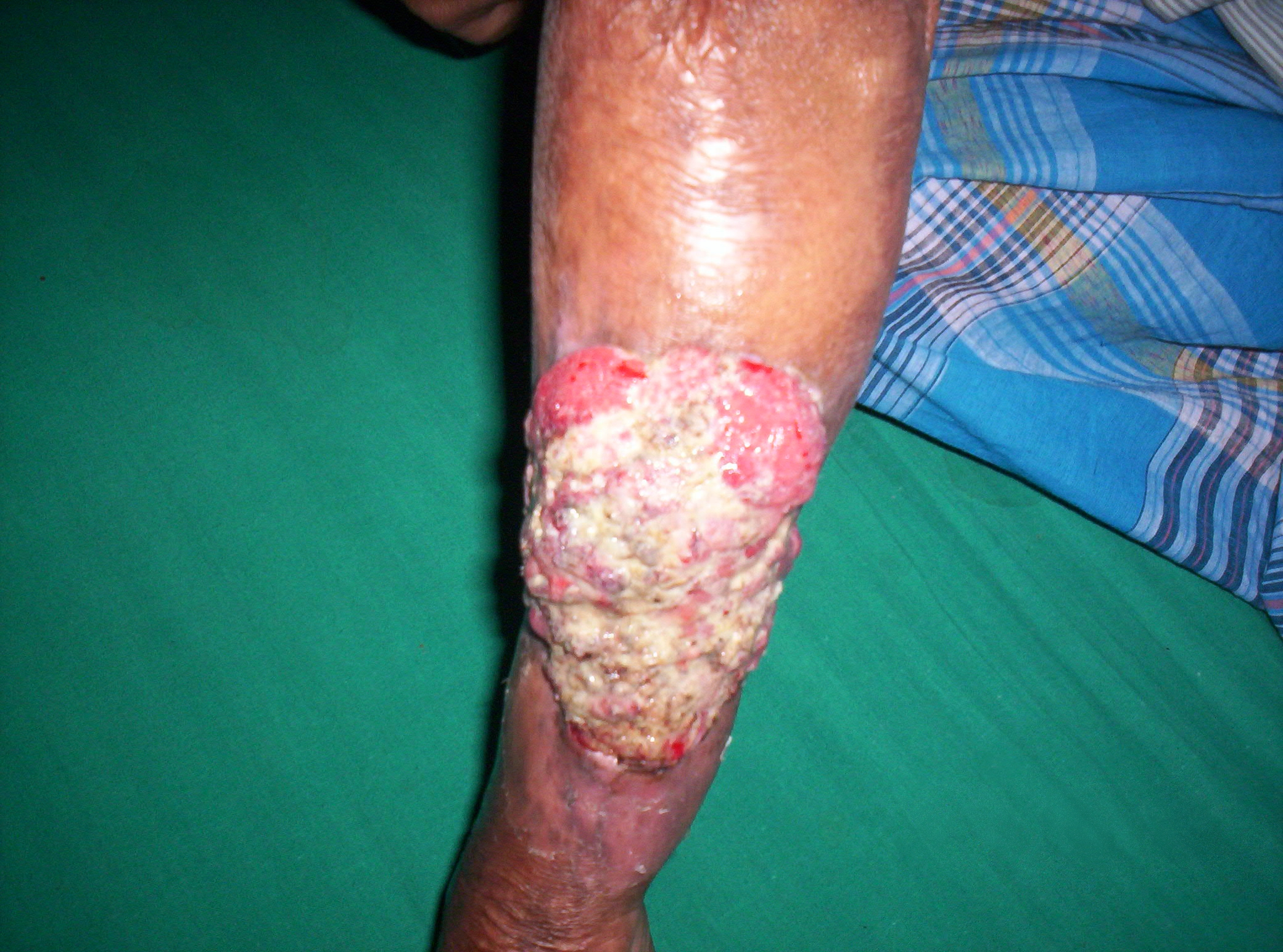
Arm eines Patienten mit Brandnarbenkrebs, der sich aus einer Brandnarbe entwickelt hat

Als Narbenkarzinom, auch Marjolin-Ulcus genannt, bezeichnet man einen aus chronischen Irritationen heraus entstehenden bösartigen Tumor (Malignom) der Haut (Hautkrebs). In der englischsprachigen Fachliteratur werden die Bezeichnungen scar carcinoma oder Marjolin’s ulcer verwendet.
Eine spezielle Form des Narbenkarzinoms ist das Lungennarbenkarzinom (engl. lung scar cancer oder pulmonary scar cancer).

## Beschreibung
Narbenkarzinome sind selten. Sie entstehen auf der Basis von chronischen Irritationen der Haut. Dies können instabile Narben, chronische Fisteln und Ulcera (Geschwüre) sein. Das Brandnarbenkarzinom ist die häufigste Form eines Narbenkarzinoms.
Die Bezeichnung Marjolin-Ulkus geht auf den französischen Chirurgen Jean-Nicolas Marjolin zurück, der 1828 in der ersten Ausgabe des Dictionnaire de Medécine als Erster den „warzenartigen Ulcus“, allerdings nicht die maligne Transformation des Ulcus zum Karzinom beschrieb. Die Transformation wurde erstmals von dem britischen Chirurgen Caesar Hawkins (1798–1884) beschrieben. Der Begriff Marjolin-Ulcus wurde 1903 von John Chalmers DaCosta (1863–1933) geprägt.

## Histologie
Bei den Narbenkarzinomen handelt es sich meist um Plattenepithelkarzinome (Spinaliome). Basaliome sind wesentlich seltener.

## Inzidenz
Die Inzidenz eines Narbenkarzinoms ist relativ niedrig. Sie hängt von der Irritation der Haut ab. Bei einer chronischen Osteomyelitis liegt die Inzidenz bei 0,7 bis 1,5 %. Bei Unterschenkelgeschwüren („offenes Bein“, Ulcus cruris) bei 0,8 % und bei einem Dekubitus (Wundliegegeschwür) bei 0,5 %. Bei Brandnarben liegt sie im Bereich von 1 bis 2 %.

## Behandlung
Narbenkarzinome werden üblicherweise chirurgisch per Inzision entfernt. Dabei wird mit einem Sicherheitsabstand von mindestens 20 mm in das umliegende gesunde Gewebe geschnitten. Speziell die Plattenepithelkarzinome sind hochaggressiv, so dass eine möglichst tiefgreifende, radikale Resektion notwendig ist. In den Fällen, in denen eine lokale Inzision nicht mehr möglich ist, kann – wenn durchführbar – eine Amputation indiziert sein.